# Азаров, Алексей Никонорович
Алексе́й Никоно́рович Аза́ров (1922—2013) — участник Великой Отечественной войны (командир батареи артиллерийского дивизиона 27-й гвардейской мотострелковой бригады (11-го гвардейского танкового корпуса, 1-й гвардейской танковой армии, 1-го Белорусского фронта), гвардии лейтенант), Герой Советского Союза (1945), полковник в отставке.

## Биография
Родился 24 ноября 1922 года в деревне Лунино ныне Железногорского района Курской области в семье крестьянина. Учился в неполной средней школе, затем в педагогическом техникуме. Был призван в Советскую Армию). Незадолго до войны поступил на учёбу в военно-авиационное училище в городе Мелитополь. Учился там более года. В 1942 году в эвакуации училище было расформировано, курсанты направлены на пополнение в действующую армию. С мая 1942 года на фронте.
Вступил в ряды КПСС (1942). В августе 1942 года принял первое боевое крещение в боях под Ржевом, где «за меткую стрельбу, мужество и бесстрашие» был награждён орденом Красной Звезды, произведён в офицеры и назначен на должность командира огневого взвода батареи. Здесь же, подо Ржевом, был ранен. Летом 1943 года принимал участие в сражениях на Курской дуге. Во время боя был ранен командир батареи, Азаров заменил его. В этом бою орудийные расчеты подожгли 11 танков. За эффективность артиллерийского огня Азаров был
награжден орденом Отечественной войны 1-й степени.
24 апреля 1945 года в боях за город Берлин гвардии лейтенант Азаров, будучи командиром батареи с передовыми стрелковыми подразделениями форсировал реку Шпрее, развернул орудия на открытой огневой позиции и умело управлял огнём при отражении контратаки противника. В ходе боя из строя выбыли оба командира огневых взводов и часть расчётов, и Азаров принял решение взять непосредственное командование расчётами орудий на себя. В ходе дальнейшей деятельности им был подбит танк и уничтожены 2 орудия, 12 пулемётов, 5 автомашин и множество солдат и офицеров противника. В результате плацдарм смогли удержать и расширить. В последние дни войны в боях за Берлин Азаров получил серьезное ранение .
Звание Героя Советского Союза с вручением ордена Ленина и медали «Золотая Звезда» гвардии лейтенанту Азарову Алексею Никоноровичу было присвоено 31 мая 1945 года .
В 1946 году уволен в запас. Окончил Московский юридический институт, два года работал следователем прокуратуры в Москве. Окончил Высшую дипломатическую школу МИД СССР (1954). Несколько лет работал в аппарате Академии наук. С ноября 1954 по май 1990 — сотрудник Первого главного управления (внешняя разведка) КГБ СССР. Работал под дипломатическим прикрытием в Израиле, Ираке, Арабской Республике Египет, в Центральном аппарате МИД СССР, в Управлении стран Ближнего Востока и Северной Африки МИД СССР.
Полковник. Дипломатический ранг — советник 1 класса.

## Награды и звания
- Медаль «Золотая Звезда» Героя Советского Союза[1] № 7079
- Орден Ленина[1]
- Орден Красного Знамени[1] (1.10.1944)
- Ордена Отечественной войны I степени[1] (3.10.1943, 11.03, 1985)
- Орден Отечественной войны II степени[1] (8.07.1944)
- Ордена Красной Звезды (31.12.1942, 1977)
- Медали[1]
- Иностранные ордена
- Почётный солдат воинской части[1]
- Почётный гражданин городов Варшавы (отменено) и Железногорска